# Selección de fútbol sub-20 de Dominica
La Selección de fútbol sub-20 de Dominica es el equipo que representa al país en el Mundial Sub-20 y en el Campeonato Sub-20 de la Concacaf; y es controlado por la Federación de Fútbol de Dominica.

## Participaciones

### Copa Mundial de Fútbol Sub-20
| Año   | Resultado    | PJ           | PG           | PE*          | PP           | GF           | GC           |
| ----- | ------------ | ------------ | ------------ | ------------ | ------------ | ------------ | ------------ |
| 1977  | No clasificó | No clasificó | No clasificó | No clasificó | No clasificó | No clasificó | No clasificó |
| 1979  | No clasificó | No clasificó | No clasificó | No clasificó | No clasificó | No clasificó | No clasificó |
| 1981  | No clasificó | No clasificó | No clasificó | No clasificó | No clasificó | No clasificó | No clasificó |
| 1983  | No clasificó | No clasificó | No clasificó | No clasificó | No clasificó | No clasificó | No clasificó |
| 1985  | No clasificó | No clasificó | No clasificó | No clasificó | No clasificó | No clasificó | No clasificó |
| 1987  | No clasificó | No clasificó | No clasificó | No clasificó | No clasificó | No clasificó | No clasificó |
| 1989  | No clasificó | No clasificó | No clasificó | No clasificó | No clasificó | No clasificó | No clasificó |
| 1991  | No clasificó | No clasificó | No clasificó | No clasificó | No clasificó | No clasificó | No clasificó |
| 1993  | No clasificó | No clasificó | No clasificó | No clasificó | No clasificó | No clasificó | No clasificó |
| 1995  | No clasificó | No clasificó | No clasificó | No clasificó | No clasificó | No clasificó | No clasificó |
| 1997  | No clasificó | No clasificó | No clasificó | No clasificó | No clasificó | No clasificó | No clasificó |
| 1999  | No clasificó | No clasificó | No clasificó | No clasificó | No clasificó | No clasificó | No clasificó |
| 2001  | No clasificó | No clasificó | No clasificó | No clasificó | No clasificó | No clasificó | No clasificó |
| 2003  | No clasificó | No clasificó | No clasificó | No clasificó | No clasificó | No clasificó | No clasificó |
| 2005  | No clasificó | No clasificó | No clasificó | No clasificó | No clasificó | No clasificó | No clasificó |
| 2007  | No clasificó | No clasificó | No clasificó | No clasificó | No clasificó | No clasificó | No clasificó |
| 2009  | No clasificó | No clasificó | No clasificó | No clasificó | No clasificó | No clasificó | No clasificó |
| 2011  | No clasificó | No clasificó | No clasificó | No clasificó | No clasificó | No clasificó | No clasificó |
| 2013  | No clasificó | No clasificó | No clasificó | No clasificó | No clasificó | No clasificó | No clasificó |
| 2015  | No clasificó | No clasificó | No clasificó | No clasificó | No clasificó | No clasificó | No clasificó |
| 2017  | No clasificó | No clasificó | No clasificó | No clasificó | No clasificó | No clasificó | No clasificó |
| 2019  | No clasificó | No clasificó | No clasificó | No clasificó | No clasificó | No clasificó | No clasificó |
| 2023  | No clasificó | No clasificó | No clasificó | No clasificó | No clasificó | No clasificó | No clasificó |
| 2025  | No clasificó | No clasificó | No clasificó | No clasificó | No clasificó | No clasificó | No clasificó |
| Total | 0/24         | 0            | 0            | 0            | 0            | 0            | 0            |

### Campeonato Sub-20 de la Concacaf
| Año   | Ronda          | J            | G            | E            | P            | GF           | GC           |              |
| ----- | -------------- | ------------ | ------------ | ------------ | ------------ | ------------ | ------------ | ------------ |
| 1962  | No participó   | No participó | No participó | No participó | No participó | No participó | No participó | No participó |
| 1964  | No participó   | No participó | No participó | No participó | No participó | No participó | No participó | No participó |
| 1970  | No participó   | No participó | No participó | No participó | No participó | No participó | No participó | No participó |
| 1973  | No participó   | No participó | No participó | No participó | No participó | No participó | No participó | No participó |
| 1974  | No participó   | No participó | No participó | No participó | No participó | No participó | No participó | No participó |
| 1976  | No participó   | No participó | No participó | No participó | No participó | No participó | No participó | No participó |
| 1978  | No participó   | No participó | No participó | No participó | No participó | No participó | No participó | No participó |
| 1980  | No participó   | No participó | No participó | No participó | No participó | No participó | No participó | No participó |
| 1982  | No participó   | No participó | No participó | No participó | No participó | No participó | No participó | No participó |
| 1984  | No participó   | No participó | No participó | No participó | No participó | No participó | No participó | No participó |
| 1986  | No participó   | No participó | No participó | No participó | No participó | No participó | No participó | No participó |
| 1988  | No participó   | No participó | No participó | No participó | No participó | No participó | No participó | No participó |
| 1990  | No participó   | No participó | No participó | No participó | No participó | No participó | No participó | No participó |
| 1992  | No participó   | No participó | No participó | No participó | No participó | No participó | No participó | No participó |
| 1994  | No participó   | No participó | No participó | No participó | No participó | No participó | No participó | No participó |
| 1996  | No participó   | No participó | No participó | No participó | No participó | No participó | No participó | No participó |
| 1998  | No clasificó   | No clasificó | No clasificó | No clasificó | No clasificó | No clasificó | No clasificó | No clasificó |
| 2001  | No clasificó   | No clasificó | No clasificó | No clasificó | No clasificó | No clasificó | No clasificó | No clasificó |
| 2003  | No clasificó   | No clasificó | No clasificó | No clasificó | No clasificó | No clasificó | No clasificó | No clasificó |
| 2005  | No clasificó   | No clasificó | No clasificó | No clasificó | No clasificó | No clasificó | No clasificó | No clasificó |
| 2007  | No clasificó   | No clasificó | No clasificó | No clasificó | No clasificó | No clasificó | No clasificó | No clasificó |
| 2009  | No clasificó   | No clasificó | No clasificó | No clasificó | No clasificó | No clasificó | No clasificó | No clasificó |
| 2011  | No participó   | No participó | No participó | No participó | No participó | No participó | No participó | No participó |
| 2013  | No clasificó   | No clasificó | No clasificó | No clasificó | No clasificó | No clasificó | No clasificó | No clasificó |
| 2015  | No clasificó   | No clasificó | No clasificó | No clasificó | No clasificó | No clasificó | No clasificó | No clasificó |
| 2017  | No clasificó   | No clasificó | No clasificó | No clasificó | No clasificó | No clasificó | No clasificó | No clasificó |
| 2018  | Fase de grupos | 5            | 2            | 0            | 3            | 5            | 14           |              |
| 2020  | Por definir    | Por definir  | Por definir  | Por definir  | Por definir  | Por definir  | Por definir  | Por definir  |
| Total | 1/28           | 5            | 2            | 0            | 3            | 5            | 14           |              |